# Dracaena cinnabari
L'albero del drago di Socotra (Dracaena cinnabari Balf. f.) è una pianta appartenente alla famiglia delle Asparagacee, endemica dell'isola di Socotra.

## Descrizione
È una pianta a portamento arboreo con tronco che si divide dicotomicamente in rami che terminano con rosette di foglie coriacee, lanceolate, di colore verde glauco, disposte a formare una chioma a forma di ombrello.

## Distribuzione e habitat
La specie è endemica dell'isola di Socotra, dove cresce ad altitudini comprese tra 500 e 1550 m.

## Conservazione
La Lista rossa IUCN classifica Dracaena cinnabari come specie vulnerabile.

## Usi
Dagli alberi viene raccolta la resina rosso cremisi, chiamata sangue di drago, che era molto apprezzata nel mondo antico ed è ancora usata oggi come stimolante e abortivo. In tutto il bacino del Mediterraneo è usato come colorante e come medicinale; gli abitanti di Socotra lo usano a scopo ornamentale per tingere la lana, incollare ceramiche, rinfrescare l'alito e nel rossetto. Dalla radice si ricava una gommoresina, usata nei gargarismi come stimolante, astringente e nel dentifricio. La radice è usata nei reumatismi, le foglie sono carminative.
Nel 1883, il botanico scozzese Isaac Bayley Balfour identificò tre gradi di resina: i più pregiati avevano un aspetto lacrimale, poi una miscela di piccole schegge e frammenti, mentre una miscela di frammenti e detriti era la più economica. Si pensa che la resina di D. cinnabari sia stata la fonte originale del sangue di drago fino al periodo medievale e rinascimentale, quando furono utilizzate altre piante. A causa della credenza che sia il sangue del drago, viene utilizzato anche nella magia rituale e nell'alchimia.
Gli abitanti locali della città dell'isola di Socotra usavano la resina del sangue di drago come toccasana. Greci, romani e arabi lo usavano nella guarigione generale delle ferite, come coagulante, curativo per la diarrea, per la dissenteria, per abbassare la febbre. Veniva utilizzato anche contro le ulcere della bocca, della gola, dell'intestino e dello stomaco. Il sangue di drago di D. cinnabari era utilizzato come fonte di vernice per i liutai italiani del XVIII secolo. Nel XVIII secolo veniva utilizzato anche come dentifricio. Viene tuttora utilizzato come vernice per violini e per la fotoincisione. Il sangue di drago è anche elencato in un testo del XVI secolo, Stahel und Eyssen, come ingrediente in un bagno per la tempra dell'acciaio.